# Piece of Mind
Piece of Mind ("Шмат розуму" , ідіома "Душевний спокій") — четвертий студійний альбом британського хеві-метал гурту Iron Maiden. Спочатку був виданий в 1983 на лейблі EMI і Capitol (в США); пізніше був перевиданий на Sanctuary/Columbia Records. Альбом став першим студійним записом, на якому з'явився новий барабанщик гурту Ніко МакБраян.

## Історія
Тексти пісень альбому відображають захоплення членів гурту книгами та кінофільмами. Наприклад, «To Tame a Land» перекликається з романом Френка Герберта Дюна. «The Trooper» навіяна The Charge of the Light Brigade Альфреда Теннісона. «Still Life» заснована на розповіді Кларка-Етона Сміта Genius Loci and Other Tales.

## Список композицій
1. «Where Eagles Dare» (Стів Гарріс) — 6:10
2. «Revelations» (Брюс Дикінсон) — 6:48
3. «Flight of Icarus» (Дикінсон, Едриан Сміт) — 3:51
4. «Die With Your Boots On» (Дикінсон, Сміт, Гарріс) — 5:28
5. «The Trooper» (Гарріс) — 4:10
6. «Still Life» (Дейв Мюррей, Гарріс) — 4:53
7. «Quest for Fire» (Гарріс) — 3:41
8. «Sun and Steel» (Дикінсон, Сміт) — 3:26
9. «To Tame a Land» (Гарріс) — 7:27

### Бонуси на перевиданні 1995 року
1. «I Got the Fire» (Montrose кавер)
2. «Cross-Eyed Mary» (Jethro Tull кавер)